# Adolphe Moitié
Adolphe Moitié, né le 11 avril 1851 à Crespières (Seine-et-Oise) et mort le 14 avril 1934 à Nantes, est un homme politique français, maire de Nantes de 1928 à 1929.

## Biographie
Négociant installé à Nantes, il est conseiller municipal de 1900 à 1904 puis administrateur du Bureau de bienfaisance de 1904 à 1908. De nouveau élu au conseil municipal en 1908, il est troisième adjoint de 1908 à 1910 (municipalité Gabriel Guist'hau), puis second adjoint de Paul Bellamy de 1910 à 1928. Le 2 juin 1928, à la suite de la démission de Paul Bellamy, il est élu maire par 24 voix contre 8 blancs, Gaston Veil ne s'étant pas présenté. Adolphe Moitié ne fait pas partie du conseil municipal issu des élections de 1929.
Il a par ailleurs été membre de la Chambre de commerce de Nantes et administrateur de l'Automobile Club de l'Ouest.